# Eleições legislativas portuguesas de 1874
As eleições legislativas portuguesas de 1874 foram realizadas no dia 12 de julho.

## Resultados Nacionais
| ↓                   |                   |                    |                      |
| 78                  | 8                 | 8                  | 6                    |
| Partido Regenerador | Partido Histórico | Partido Reformista | Partido Constituinte |

|       | Partido Regenerador  |       |       | 78 / 107 | 56    |       |       |
|       | Partido Histórico    |       |       | 8 / 107  | 23    |       |       |
|       | Partido Reformista   |       |       | 8 / 107  | 6     |       |       |
|       | Partido Constituinte |       |       | 6 / 107  | 2     |       |       |
| Fonte | Fonte                | Fonte | [ 1 ] | [ 1 ]    | [ 1 ] | [ 1 ] | [ 1 ] |

### Gráfico
| Gráfico dos resultados | Gráfico dos resultados | Gráfico dos resultados | Gráfico dos resultados | Gráfico dos resultados |
| ---------------------- | ---------------------- | ---------------------- | ---------------------- | ---------------------- |
|                        |                        |                        |                        |                        |
| Partido Regenerador    | Partido Regenerador    |                        | 78%                    | 78%                    |
| Partido Histórico      | Partido Histórico      |                        | 8%                     | 8%                     |
| Partido Reformista     | Partido Reformista     |                        | 8%                     | 8%                     |
| Partido Constituinte   | Partido Constituinte   |                        | 6%                     | 6%                     |

Nota: o número de deputados eleitos de cada força política correspondem apenas ao eleitos no continente e nas ilhas.